# Castelo da Palma

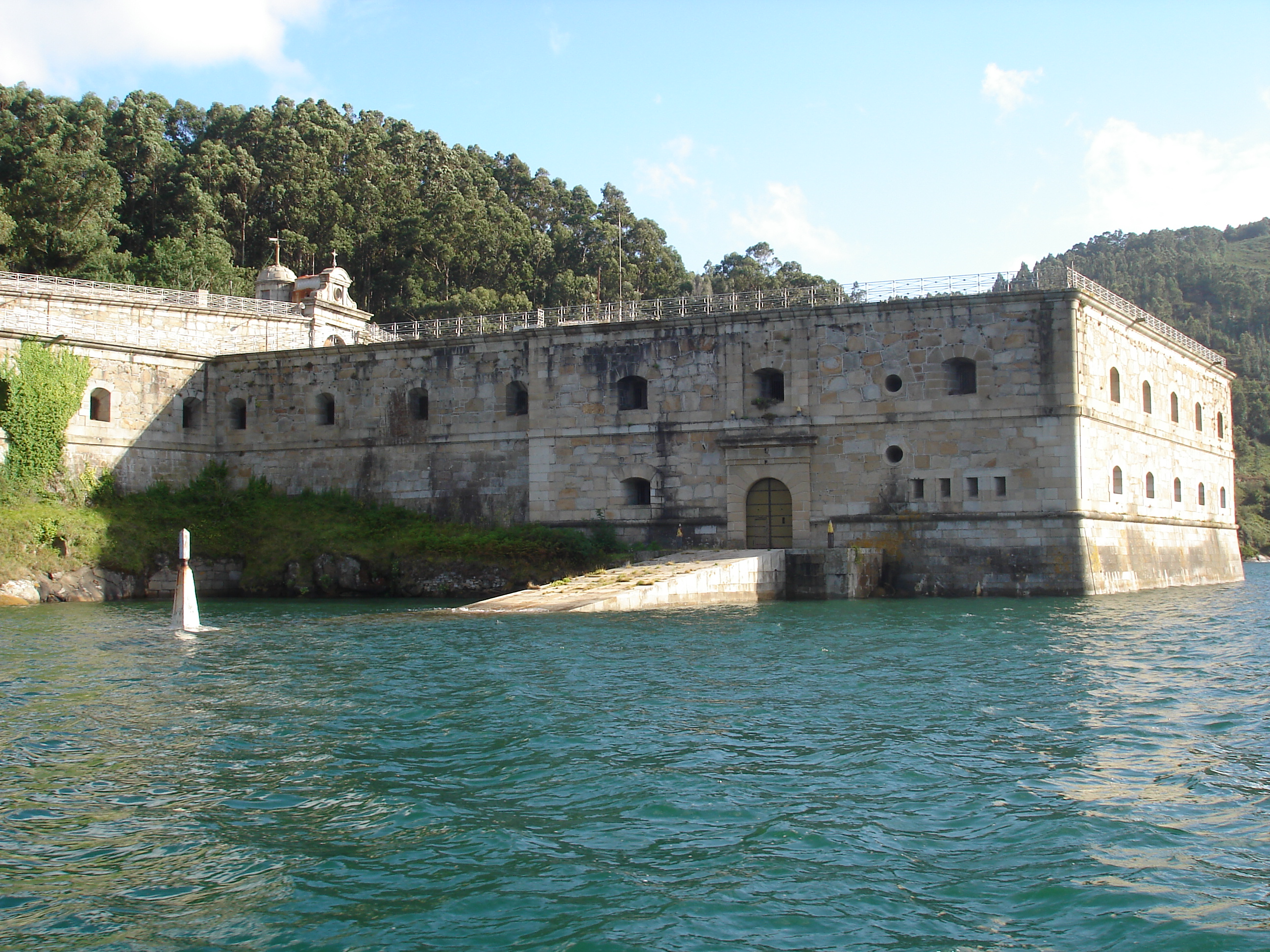
Castelo da Palma, Espanha: Vista desde a ria de Ferrol

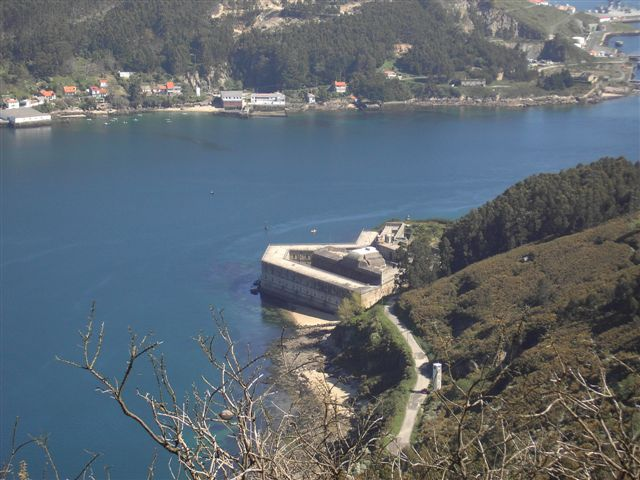
Castelo da Palma, Espanha.

O Forte de Nossa Senhora da Palma, também conhecido como Castelo da Palma, localiza-se no município de Mugardos, na província de Corunha, comunidade autónoma da Galiza, na Espanha.

## História
A primitiva fortificação de seu sítio remonta ao reinado de Filipe II de Espanha, erguido em 1597 como parte integrante do sistema defensivo da foz da ria de Ferrol, fronteiro ao Castelo de San Felipe. O sistema era integrado ainda pelo Castelo de San Martín.
De pequenas dimensões, a sua função limitava-se à de vigilância daquele acesso marítimo, que bloqueava por meio de uma grossa corrente de ferro que se estendia sob as águas até ao Castelo fronteiro, de San Felipe.
Diante do desenvolvimento da artilharia, sofreu obras de reforço e ampliação no século XVIII e no século XIX, que lhe conferiram a actual feição.
Escassamente artilhado, contava apenas com uma bateria em ângulo aberto, pelo lado do mar e uma frente dupla, com baluartes, pelo lado de terra.
Na segunda metade do século XX, foi utilizado como prisão militar, onde esteve encarcerado, entre outros, o golpista do 23-F, Tenente-coronel da Guarda Civil Espanhola, Antonio Tejero.
No início do século XXI, o imóvel foi adquirido por uma cadeia hoteleira e encontrava-se desocupado, aguardando o início de obras de restauração e requalificação destinadas a transformá-lo em moderna unidade hoteleira.